# Windows Hello
Windows Hello is een biometrische authenticatiemethode in Windows 10 ontwikkeld door Microsoft. Windows Hello werkt met gezichtsherkenning, irisscan en vingerafdrukscan.

## Aankondiging
Windows Hello werd in een blog van Microsoft op 17 maart 2015 aangekondigd waarin meteen aangegeven werd dat bij de ontwikkeling van Windows 10 er veel aandacht besteed werd aan het personaliseren van Windows 10, onder andere door spraakherkenning via Microsoft Cortana. In de blog werd Windows Hello aangekondigd met de volgende zin:
"Today we’ve got another cool new "personal computing" feature to announce for Windows 10."
"Vandaag hebben we nog een koele nieuwe "Personal Computing" functionaliteit aan te kondigen voor Windows 10"
Met Windows Hello geeft Microsoft aan ernaar te streven inloggen zonder wachtwoorden mogelijk te maken, slechts door naar het beeldscherm van de laptop, computer, tablet of smartphone te kijken.

### Hardware specificatie
Microsoft geeft aan dat voor Windows Hello specifieke hardware vereist is. De nieuwste telefoons en tablets met Windows 10 hebben deze hardware echter standaard.

## Werking
Windows Hello is gekoppeld aan de bestaande dienst Microsoft Passport waarbij websites zich aan kunnen sluiten. Microsoft Passport is algemene login wat gebruik maakt van een gebruikersnaam en wachtwoord, dit kan als de voorganger van Windows Hello gezien worden.
Windows Hello is dusdanig ontwikkeld om de gebruiker te herkennen aan uiterlijke kenmerken. Een apparaat zoals een smartphone gebruikt de selfie-camera om kort de gebruiker te "bekijken", wanneer de uiterlijke kenmerken overeenkomen met die in de telefoon staan wordt de gebruiker welkom geheten met de bijvoorbeeld tekst "Hallo Christopher" en de telefoon ontgrendeld. Ditzelfde principe geldt voor alle overige Windows 10 apparaten zoals tablets.